# Бен Джонсон (футболіст)
Бенджамін Ентоні Джонсон (англ. Benjamin Anthony Johnson, нар. 24 січня 2000, Волтем-форест) — англійський футболіст. Захисник молодіжної збірної Англії та англійського «Іпсвіч Таун».

## Раннє та особисте життя
Універсальний захисник, Джонсон грає за «Вест Гем Юнайтед» з семи років і регулярно виходив на поле у всіх вікових групах, в яких виступав, вражаючи своєю зрілістю, атлетизмом і працьовитістю.
Бен Джонсон процвітає з того часу, як він перетворився з вінгера на атакувального захисника, бувши школярем-підлітком.
Захисник дебютував у першій команді в виїзному матчі проти «Манчестер Сіті» 27 лютого 2019 року і з того часу закріпився в основному складі та став гравцем молодіжної збірної Англії.

## Ігрова кар'єра

### Клубна кар'єра
Став повноцінним гравцем 1 липня 2016 року. 19 разів виходив на поле в Південній Прем'єр-лізі U18, віддавши гольову передачу в домашній грі з «Суонсі Сіті» (3:2) 22 жовтня 2016 року. 10 лютого 2017 року дебютував у Прем'єр-лізі 2 Дивізіон 1, вийшовши на заміну в другому таймі в нічиїй (2:2) грі з «Лестер Сіті».
В сезоні 2017—2018 зіграв два матчі у Південній Прем'єр-лізі U18 у вересні-жовтні 2017 року. Перший матч у новому сезоні Прем'єр-ліги 2 Дивізіон 1 закінчився домашньою поразкою від «Ліверпуля» (2:0) 18 вересня 2017 року. Відзначився результативною передачею у матчі Прем'єр-ліги 2 дивізіон 1 проти «Сандерленда» (2:1) 24 вересня 2017 року. Стартував у трьох розіграшах Трофею Футбольної ліги, відзначившись результативною передачею у матчі групового етапу проти «Бристоль Роверс» (3:1) 31 жовтня 2017 року. Вперше був викликаний в основний склад невикористаною заміною в матчі Прем'єр-ліги проти «Манчестер Сіті» 3 грудня 2017 року. 25 січня 2018 підписав новий контракт до літа 2020 року. Вперше отримав капітанську пов'язку в матчі Прем'єр-ліги 2 дивізіону 1 проти «Челсі» 11 березня 2018 року. Всього провів 14 матчів у Прем'єр-лізі 2 Дивізіон 1, з них 13 разів виходив у старті.
В сезоні 2018—2019 зіграв в 15 матчах Прем'єр-ліги 2 Дивізіону 1 з перших хвилин, допомігши «молотобійцям» здобути виїзні перемоги над «Тоттенгем Готспур», «Блекберн Роверз» та «Манчестер Сіті». Як і в минулому сезоні стартував у всіх трьох матчах групового етапу Трофею Футбольної ліги. Дебютував у Прем'єр-лізі в виїзному матчі проти «Манчестер Сіті» (1:0) 27 лютого 2019 року. 20 березня 2019 року оновив свій контракт до літа 2022 року. Загалом зіграв 20 матчів у Прем'єр-лізі 2 та 3 матча в Трофеї Футбольної ліги та відзначився одним забитим голом в матчі проти «Евертона».
В сезоні 2019—2020 зіграв у трьох останніх матчах «Вест Гема» в Прем'єр-лізі, коли «молотобійці» врятувалися від вильоту — домашня перемога над «Вотфордом» 3:1 та нічия 1:1 з «Манчестер Юнайтед» і «Астон Віллою». Очолював команду U21, яка у вересні 2019 року здобула захоплюючу перемогу над «Ньюпорт Каунті» (5:4) в Трофеї Футбольної ліги. Загалом зіграв 7 матчів у Прем'єр-лізі 2, та поміг «молотобійцям» перемогти в Прем'єр-лізі 2 Дивізіон 2.
В сезоні 2020—2021 провів 14 матчів у Прем'єр-лізі та 20 матчів за основну команду. Замінив травмованого Раяна Фредерікса в домашній перемозі над «Вулвергемптон Вондерерз» (4:0) 27 вересня 2020 року. Забив свій перший гол у Прем'єр-лізі в домашній нічиїй (2:2) з «Брайтон енд Гоув Альбіон» 27 грудня 2020 року. Вийшов на позиції лівого захисника в домашньому матчі Прем'єр-ліги проти «Шеффілд Юнайтед» (3:0) 15 лютого 2021 року. Вийшов у всіх трьох матчах Кубка Футбольної ліги — перемоги над «Чарльтон Атлетік» і «Галл Сіті» та поразка від «Евертона». Вийшов у Кубку Англії — перемоги над «Стокпорт Каунті» та «Донкастер Роверз», а також вийшов на заміну в матчі п'ятого раунду проти «Манчестер Юнайтед».
В сезоні 2021—2022 зіграв перший матч в континентальних кубках, в матчі групи H Ліги Європи УЄФА перемогою над віденським «Рапідом» (2:0) на Олімпійському стадіоні 30 вересня 2021 року. Зіграв з перших хвилин в матчах перемоги в Прем'єр-лізі над «Евертоном», «Тоттенгем Готспур», «Астон Віллою» та «Ліверпулем» у жовтні/листопаді 2021 року. Забив дебютний гол у перемозі в Прем'єр-лізі над «Астон Віллою» з рахунком 4:1 31 жовтня 2021 року.

## Статистика

### Статистика клубних виступів
| Клуб              | Сезон             | Ліга              | Ліга | Ліга | Кубок Англії | Кубок Англії | Кубок Ліги | Кубок Ліги | Єврокубки | Єврокубки | Всього | Всього |
| Вест Гем Юнайтед  | Сезон             | Ліга              | Ігри | Голи | Ігри         | Голи         | Ігри       | Голи       | Ігри      | Голи      | Ігри   | Голи   |
| ----------------- | ----------------- | ----------------- | ---- | ---- | ------------ | ------------ | ---------- | ---------- | --------- | --------- | ------ | ------ |
| Вест Гем Юнайтед  | 2018-2019         | Прем'єр-ліга      | 1    | 0    | 0            | 0            | 0          | 0          | —         | —         | 1      | 0      |
| Вест Гем Юнайтед  | 2019-2020         | Прем'єр-ліга      | 3    | 0    | 0            | 0            | 0          | 0          | —         | —         | 3      | 0      |
| Вест Гем Юнайтед  | 2020-2021         | Прем'єр-ліга      | 14   | 1    | 3            | 0            | 3          | 0          | —         | —         | 20     | 1      |
| Вест Гем Юнайтед  | 2021-2022         | Прем'єр-ліга      | 20   | 1    | 3            | 0            | 3          | 0          | 8         | 0         | 34     | 1      |
| Вест Гем Юнайтед  | 2022-2023         | Прем'єр-ліга      | 17   | 0    | 3            | 0            | 1          | 0          | 8         | 0         | 29     | 0      |
| Вест Гем Юнайтед  | 2023-2024         | Прем'єр-ліга      | 14   | 0    | 2            | 0            | 2          | 0          | 4         | 0         | 22     | 0      |
| Вест Гем Юнайтед  | Всього за клуб    | Всього за клуб    | 69   | 2    | 11           | 0            | 9          | 0          | 20        | 0         | 109    | 2      |
| Іпсвіч Таун       | 2024-2025         | Прем'єр-ліга      | 0    | 0    | 0            | 0            | 0          | 0          | 0         | 0         | 0      | 0      |
| Всього за кар'єру | Всього за кар'єру | Всього за кар'єру | 69   | 2    | 11           | 0            | 9          | 0          | 20        | 0         | 109    | 2      |

Статистика виступів за збірну

## Нагороди

### Вест Гем Юнайтед
- Ліга Конферецій УЄФА (2023)

### Збірна Англії U21
- Чемпіонат Європи з футболу серед молодіжних команд (2023)[8]

### Індивідуальні відзнаки
- Молодий гравець року (2020-21, 2021-22)